# Havas Szófia
Havas Szófia (Budapest, 1955. november 2. –) magyar szocialista politikus, orvos.

## Életrajza

### Családja
Férjezett, két lány édesanyja. Édesapja, Horn Géza filmrendező (1925–1956), Horn Gyula miniszterelnök bátyja, az 1956-os forradalom alatt hunyt el. Édesanyja Rot Paulina. Szófia a nevelőapja családi nevét viseli.
Kádergyerek voltam egy mártír apával és egy szochazás nevelőapával, ráadásul anyai ági nagyapám a Vörös Hadsereg egyik tábornokaként szolgált

### Tanulmányai
A budapesti ELTE Radnóti Miklós Gyakorlóiskolában érettségizett 1974-ben, majd 1980-ban a Semmelweis Orvostudományi Egyetem Általános Orvostudományi Karán diplomázott cum laude minősítéssel. 1998-ban a Budapesti Közgazdaságtudományi Egyetem Egészségügyi Menedzser szakán másoddiplomázott.
Orvosi pályáját a Korányi Frigyes Kórházban kezdte, majd 1983-ban az Országos Ideg- és Elmegyógyintézetben tevékenykedett, mindkét helyen segédorvosként. 1984 és 1990 között az Újpesti Kórház segéd-, majd alorvosaként, 1990 és 1996 között pedig a Bajcsy-Zsilinszky Kórház adjunktusaként dolgozott. 

### Politikai pályafutása
1977-ben lépett be az MSZMP-be, az MSZP-nek 1993 óta tagja, ahol 1995-től az Egészségügyi Tagozat országos ügyvivőjeként és párt budapesti tagozatának elnökeként, 1996-tól II. kerületi elnökként tevékenykedik. 1995-től 2002-ig a Népjóléti Minisztérium főtanácsosa volt.
1994 decemberében és 1998 októberében az önkormányzati választásokon indult képviselőjelöltként, 2002. október 20-án lett a Fővárosi Önkormányzat tagja, és az egészségügyi bizottság alelnöke. A II. kerületben is képviselő, ahol szintén az egészségügyi és sportbizottság tagja. 2007. szeptember 10-én Dr. Bakonyi Tibor helyett lett parlamenti képviselő, ott az Egészségügyi Bizottságnak szeptember 17-étől tagja.
2010-ben nem került be az Országgyűlésbe, viszont a 2010 októberében megrendezett budapesti önkormányzati választásokon az MSZP-színeiben ismét bekerült a Fővárosi Önkormányzat Fővárosi Közgyűlésébe.

### Vitatott megnyilvánulásai
2007-ben azt mondta: „1956 esetében nem szoktam forradalomról beszélni, mert a börtönből kiszabadult nyilaskereszteseket nem tudnám semmilyen módon forradalmároknak nevezni. Ahogyan azokat a géppisztolyokkal köröző fiatalokat sem, akik ugyanúgy járták a házakat, mint 1944-ben zsidókra vadászva.” Rainer M. János történész szerint a szocialista politikus nyilatkozata azzal magyarázható, hogy az édesapját – Horn Gyula testvérét – 1956-ban ölték meg.
2008-ban a Fővárosi Közgyűlésben egyedül ő szavazott nemmel arról, hogy Mansfeld Péterről teret nevezzenek el. Egy másik határozat elfogadásakor pedig, amikor a Katynban a szovjetek által lemészárolt lengyel tisztek emlékművének felállításáról volt szó, tüntetőleg kivonult a teremből.
2016 októberében az orosz állami televízióban azt állította, hogy az 1956-os forradalmárok házról házra járva keresték a kommunistákat és zsidókat és „a forradalom nem törhetett volna ki a CIA által kiképzett, volt nácikból álló diverzánsosztagok nélkül.”
Az MSZP közleménye szerint „Havas Szófia forradalomról tett nyilatkozata teljes egészében szembe megy a szocialista párt álláspontjával”, ezért a politikus párttagságát felfüggesztették és fegyelmi eljárást indítottak, melynek során a párt etikai és fegyelmi tanácsa megállapította, hogy a politikus vétséget követett el, ezért megrovásban részesítették. Havas nyilatkozata miatt a Jobbik és az Ifjúsági Kereszténydemokrata Szövetség büntetőfeljelentést tett a kommunista rendszer bűneinek tagadása miatt. A Fővárosi Főügyészség elrendelte a nyomozást az ügyben.